# Batalla de Rastarkalv
La batalla de Rastarkalv (idioma noruego: Slaget på Rastarkalv) tuvo lugar en el año 955 en la isla de Frei, Møre og Romsdal, Noruega.
La batalla forma parte de los muchas enfrentamientos entre las fuerzas de Haakon el Bueno y los hijos de Erik Hacha Sangrienta (Eiriksønnene). Tras la muerte de Erico, el hijo mayor y sucesor Harald II de Noruega y sus hermanos se aliaron contra el rey Haakon y buscaron la alianza de Harald I de Dinamarca. Haakon había impuesto un sistema de alerta con mojones que se encendían al aproximarse las flotas enemigas. El  rey se alarmó primero con los mensajeros de Nordmøre de Stadlandet. Mediante la colocación de diez estandartes distantes a lo largo de una loma baja, el ejército de Haakon dio la impresión que era mucho más grande y logró engañar a los hijos de Erico, haciéndoles creer que les habían superado en número. Los daneses huyeron pero cuando llegaron a las playas para embarcar en sus naves, descubrieron que habían sido llevadas a alta mar y Haakon inició una masacre, consiguiendo la victoria. 
Egil Ullserk, lugarteniente del rey Haakon, murió en combate. Gamle Eriksson, uno de los hijos de Erico I también murió en la batalla. Haakon honró a Egil Ullserk con un funeral vikingo  al estilo de los viejos tiempos, sepultando a todos los caídos en un barco.
En 1955, Haakon VII de Noruega visitó el municipio que celebraba la conmemoración de la batalla. Existe un monumento emplazado cerca de la iglesia de Frei en Freidarberg, un memorial por Egil Ullserk y sus hombres. 